# Vetrnik
Vetrnik je naselje v Občini Kozje.